# Улица Саломеи Нерис
У́лица Саломе́и Нери́с — улица, расположенная в Северо-Западном административном округе города Москвы на границе районов Северное Тушино и Южное Тушино.

## История
Улица получила своё название 10 декабря 1974 года в память о литовской поэтессе Саломее Нерис (1904—1945).

## Расположение
Улица Саломеи Нерис, являясь продолжением бульвара Яна Райниса, проходит от Светлогорского проезда на запад до МКАД, за которой продолжается как Путилковское шоссе. С севера к улице примыкает Братцевская улица. Между Светлогорским проездом, улицей Саломеи Нерис и МКАД расположен парк «Братцево». По улице Саломеи Нерис проходит граница районов Северное Тушино и Южное Тушино. Нумерация домов начинается от бульвара Яна Райниса.

## Примечательные здания и сооружения
По нечётной стороне:
По чётной стороне:
- д. 6, к. 2 — последний сохранившийся дом рабочего посёлка Братцево.
- д. 12 — часовня Феодоровской иконы Божией Матери в Братцеве, выстроенная в память об офтальмологе С. Н. Фёдорове близ места его гибели в авиакатастрофе

## Транспорт

### Автобус
- 43: от бульвара Яна Райниса до Светлогорского проезда и обратно
- 88, 88к: от бульвара Яна Райниса до Светлогорского проезда и обратно
- 267: от бульвара Яна Райниса до МКАД и обратно
- 400к: от бульвара Яна Райниса до МКАД и обратно
- 777: от Светлогорского проезда до МКАД и обратно
- 782: от бульвара Яна Райниса до МКАД и обратно
- н12: от бульвара Яна Райниса до МКАД и обратно
- Конечная автобусная станция «Братцево»: у восточного конца улицы, между бульваром Яна Райниса и Светлогорским проездом; является конечной автобусов 62, 173, 212, 399, с3, т70

### Трамвай
- Трамвайное кольцо и конечная остановка «Братцево»: у восточного конца улицы, между бульваром Яна Райниса и улицей Героев Панфиловцев; является конечной трамвая 6

### Метро
- Станция метро «Волоколамская» Арбатско-Покровской линии — южнее улицы, на Новотушинском проезде
- Станция метро «Планерная» Таганско-Краснопресненской линии — северо-восточнее улицы, на Планерной улице
- Станция метро «Сходненская» Таганско-Краснопресненской линии — восточнее улицы, на бульваре Яна Райниса

### Железнодорожный транспорт
- Платформа «Трикотажная» Рижского направления МЖД — южнее улицы, на Трикотажном проезде
- Платформа «Волоколамская» Рижского направления МЖД — южнее улицы, на Новотушинской улице